# Giulia d'Aragona
Giulia d'Aragona (1492 – Valencia, 10 marzo 1542) era figlia di Federico I di Napoli e della sua consorte Isabella del Balzo, fu promessa in sposa dall'imperatore Carlo V al marchese di Mantova Federico II Gonzaga che non la sposò mai, e successivamente divenne consorte di Giovanni Giorgio, marchese del Monferrato.

## Biografia
Era figlia del re di Napoli Federico I di Napoli e di Isabella Del Balzo.
Fu promessa in sposa al marchese di Mantova Federico II Gonzaga dall'imperatore Carlo V durante la sua visita alla città il 25 marzo 1530, che conferì a Federico l'agognato titolo di duca di Mantova. Federico non sposò mai Giulia, ma nel 1531 si unì in matrimonio con Margherita Paleologa.
Giulia il 21 aprile 1533 andò in sposa a Giovanni Giorgio del Monferrato ultimo della linea maschile dei Paleologo, che tuttavia si spense alcuni giorni dopo, rimanendo senza eredi.

## Ascendenza
|                               |                        |                                    | Genitori                      |  |  | Nonni |  |  | Bisnonni            |  |  | Trisnonni              |  |
|                               |                        |                                    |                               |  |  |       |  |  | Alfonso V d'Aragona |  |  | Ferdinando I d'Aragona |  |
|                               |                        |                                    |                               |  |  |       |  |  | Alfonso V d'Aragona |  |  | Ferdinando I d'Aragona |  |
|                               |                        | Eleonora d'Alburquerque            |                               |  |  |       |  |  | Alfonso V d'Aragona |  |  |                        |  |
| Ferdinando I di Napoli        |                        |                                    |                               |  |  |       |  |  | Alfonso V d'Aragona |  |  |                        |  |
|                               |                        | Gueraldona Carlino                 | Enrico Carlino                |  |  |       |  |  |                     |  |  |                        |  |
|                               |                        | Gueraldona Carlino                 | Enrico Carlino                |  |  |       |  |  |                     |  |  |                        |  |
|                               |                        | Gueraldona Carlino                 | Isabella Carlino              |  |  |       |  |  |                     |  |  |                        |  |
| Federico I di Napoli          |                        | Gueraldona Carlino                 |                               |  |  |       |  |  |                     |  |  |                        |  |
|                               |                        | Tristano di Chiaromonte            | Deodato II di Clermont-Lodève |  |  |       |  |  |                     |  |  |                        |  |
|                               |                        | Tristano di Chiaromonte            | Deodato II di Clermont-Lodève |  |  |       |  |  |                     |  |  |                        |  |
|                               |                        | Tristano di Chiaromonte            | Isabella di Roquefeuil        |  |  |       |  |  |                     |  |  |                        |  |
| Isabella di Chiaromonte       |                        | Tristano di Chiaromonte            |                               |  |  |       |  |  |                     |  |  |                        |  |
|                               |                        | Caterina di Taranto                | Raimondo Orsini del Balzo     |  |  |       |  |  |                     |  |  |                        |  |
|                               |                        | Caterina di Taranto                | Raimondo Orsini del Balzo     |  |  |       |  |  |                     |  |  |                        |  |
|                               |                        | Caterina di Taranto                | Maria d'Enghien               |  |  |       |  |  |                     |  |  |                        |  |
| Giulia d'Aragona              |                        | Caterina di Taranto                |                               |  |  |       |  |  |                     |  |  |                        |  |
|                               | Francesco II del Balzo | Guglielmo del Balzo                |                               |  |  |       |  |  |                     |  |  |                        |  |
|                               | Francesco II del Balzo | Guglielmo del Balzo                |                               |  |  |       |  |  |                     |  |  |                        |  |
|                               | Francesco II del Balzo | Antonia Brunforte                  |                               |  |  |       |  |  |                     |  |  |                        |  |
| Pirro del Balzo               | Francesco II del Balzo |                                    |                               |  |  |       |  |  |                     |  |  |                        |  |
|                               |                        | Sancia di Chiaromonte              | Tristano di Chiaromonte       |  |  |       |  |  |                     |  |  |                        |  |
|                               |                        | Sancia di Chiaromonte              | Tristano di Chiaromonte       |  |  |       |  |  |                     |  |  |                        |  |
|                               |                        | Sancia di Chiaromonte              | Caterina di Taranto           |  |  |       |  |  |                     |  |  |                        |  |
| Isabella del Balzo            |                        | Sancia di Chiaromonte              |                               |  |  |       |  |  |                     |  |  |                        |  |
|                               |                        | Gabriele Orsini del Balzo          | Raimondo Orsini del Balzo     |  |  |       |  |  |                     |  |  |                        |  |
|                               |                        | Gabriele Orsini del Balzo          | Raimondo Orsini del Balzo     |  |  |       |  |  |                     |  |  |                        |  |
|                               |                        | Gabriele Orsini del Balzo          | Maria d'Enghien               |  |  |       |  |  |                     |  |  |                        |  |
| Maria Donata Orsini del Balzo |                        | Gabriele Orsini del Balzo          |                               |  |  |       |  |  |                     |  |  |                        |  |
|                               |                        | Maria/Giovanna Caracciolo del Sole | Sergianni Caracciolo          |  |  |       |  |  |                     |  |  |                        |  |
|                               |                        | Maria/Giovanna Caracciolo del Sole | Sergianni Caracciolo          |  |  |       |  |  |                     |  |  |                        |  |
|                               |                        | Maria/Giovanna Caracciolo del Sole | Caterina Filangieri           |  |  |       |  |  |                     |  |  |                        |  |
|                               |                        | Maria/Giovanna Caracciolo del Sole |                               |  |  |       |  |  |                     |  |  |                        |  |